# CDC Cyber
I supercomputer della famiglia Cyber sono dei mainframe sviluppati dalla Control Data Corporation durante gli anni settanta e gli anni ottanta. La linea Cyber include modelli molto diversi di calcolatori. La serie 170 fu basata sui CDC 6600 e CDC 7600, la linea 180 fu sviluppata in Canada, la linea 200 fu basata sul CDC STAR-100 e la linea CYBERPLUS o Advanced Flexible Processor (AFP). Questi sistemi furono sviluppati per svolgere le usuali operazioni di un supercomputer sebbene diversi modelli inclusero dei processori vettoriali per incrementare le prestazioni delle macchine in alcuni compiti specifici. Tra il 1981 e il 1983 il CDC Cyber 205 fu il più potente supercomputer del pianeta fino all'introduzione del Cray X-MP/4.